# Brusen, Sofia
Brusen (în bulgară Брусен) este un sat în comuna Etropole, regiunea Sofia,  Bulgaria. 

## Demografie
Componența etnică a satului Brusen
     Bulgari (99,44%)
     Nicio identificare (0,55%)
     Altele (0%)
La recensământul din 2011, populația satului Brusen era de 181 locuitori. Din punct de vedere etnic, majoritatea locuitorilor (99,44%) erau bulgari. Pentru 0,55% din locuitori nu este cunoscută apartenența etnică.